# Sdružení obcí mikroregionu Novostrašecko
Sdružení obcí mikroregionu Novostrašecko je dobrovolný svazek obcí podle zákona v okresu Rakovník, jeho sídlem je Nové Strašecí a jeho cílem je rozvoj mikroregionu, ÚP, životního prostředí a cestovního ruchu. Sdružuje celkem 14 obcí a byl založen v roce 2000.

## Obce sdružené v mikroregionu
- Nové Strašecí
- Řevničov
- Ruda
- Rynholec
- Mšecké Žehrovice
- Mšec
- Srbeč
- Kalivody
- Přerubenice
- Kroučová
- Pochvalov
- Smilovice
- Třtice
- Milý